# Лортон (Небраска)
Лортон (англ. Lorton) — селище (англ. village) в США, в окрузі Ото штату Небраска. Населення — 35 осіб (2020).

## Географія
Лортон розташований за координатами 40°35′50″ пн. ш. 96°1′27″ зх. д. / 40.59722° пн. ш. 96.02417° зх. д. (40.597299, -96.024060).  За даними Бюро перепису населення США в 2010 році селище мало площу 0,10 км², уся площа — суходіл. В 2017 році площа становила 0,11 км², уся площа — суходіл.

## Демографія
Згідно з переписом 2010 року, у селищі мешкала 41 особа в 17 домогосподарствах у складі 12 родин. Густота населення становила 394 особи/км².  Було 20 помешкань (192/км²).
Расовий склад населення:
| - 100,0 % — білих |

До двох чи більше рас належало 0,0 %. Частка іспаномовних становила 0,0 % від усіх жителів.
За віковим діапазоном населення розподілялося таким чином: 22,0 % — особи молодші 18 років, 60,9 % — особи у віці 18—64 років, 17,1 % — особи у віці 65 років та старші. Медіана віку мешканця становила 50,5 року. На 100 осіб жіночої статі у селищі припадало 115,8 чоловіків;  на 100 жінок у віці від 18 років та старших — 113,3 чоловіків також старших 18 років.
Середній дохід на одне домашнє господарство  становив 56 157 доларів США (медіана — 61 250), а середній дохід на одну сім'ю — 62 227 доларів (медіана — 76 250). За межею бідності перебувало 4,4 % осіб, у тому числі 0,0 % дітей у віці до 18 років та 0,0 % осіб у віці 65 років та старших.
Цивільне працевлаштоване населення становило 27 осіб. Основні галузі зайнятості: виробництво — 37,0 %, освіта, охорона здоров'я та соціальна допомога — 18,5 %, мистецтво, розваги та відпочинок — 14,8 %.